# Łasin
Łasin [ˈwaɕin] (deutsch Lessen) ist eine Stadt im Powiat Grudziądzki der Woiwodschaft Kujawien-Pommern in Polen. Sie ist Sitz der gleichnamigen Stadt-und-Land-Gemeinde mit etwa 8100 Einwohnern.

## Geographische Lage
Die Stadt liegt im ehemaligen Westpreußen, südlich der Danziger Bucht, etwa 25 Kilometer (Luftlinie) südöstlich von Kwidzyn ( Marienwerder) und 22 Kilometer ostnordöstlich von Grudziądz (Graudenz).

## Geschichte

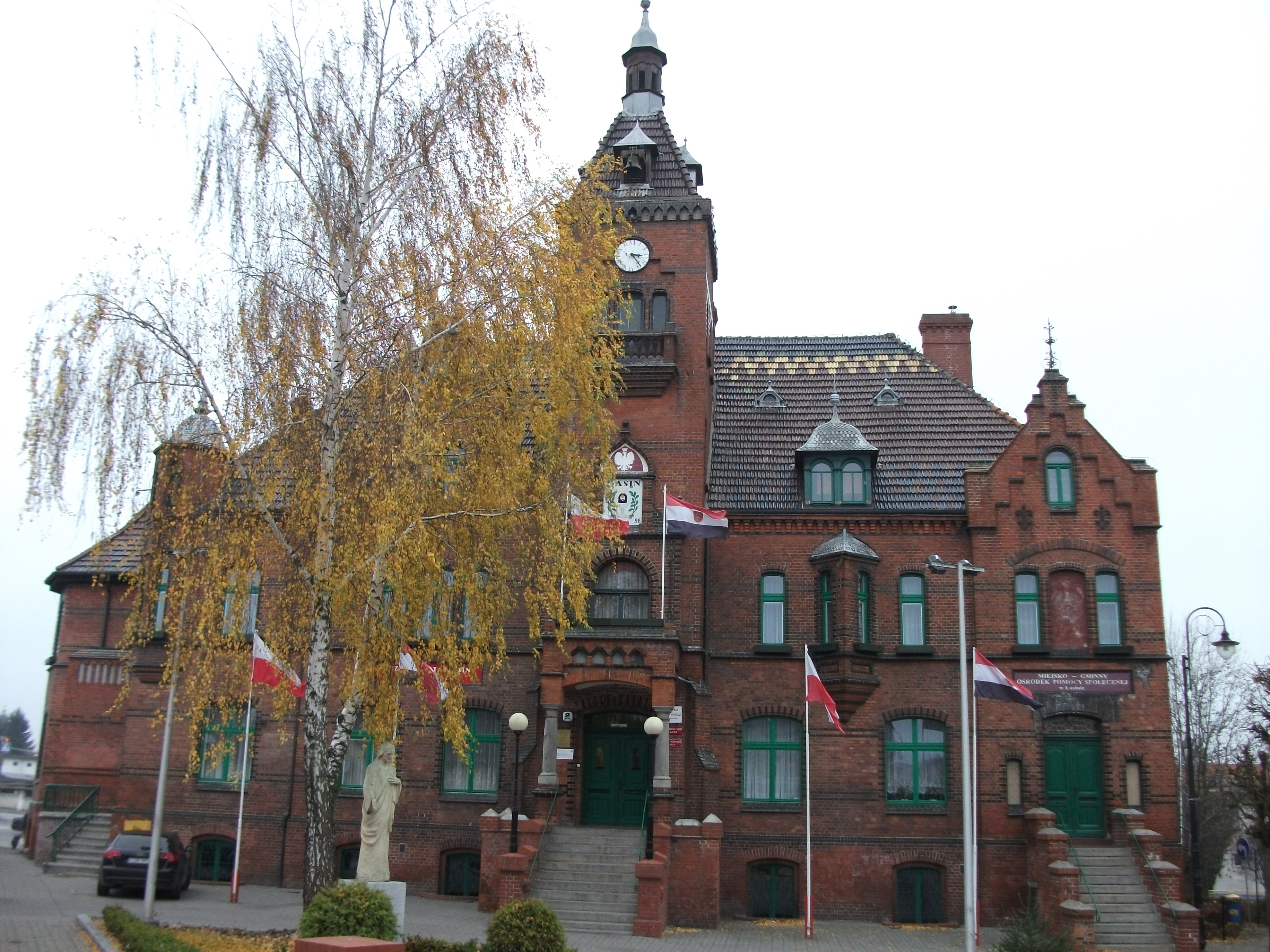
Rathaus

Die ersten menschlichen Spuren auf dem Stadtgebiet stammen aus der Jungsteinzeit, aus den Jahren 2500–1700 v. Chr. In den Jahren 1298–1461 gehörte die Stadt dem Deutschritterorden. Der Deutschritterordensmeister Meinhard von Querfurt verlieh der Siedlung 1298 das Lokationsprivileg, wodurch die Stadt auf der Grundlage des Magdeburger Rechtes gegründet wurde.
Zwischen 1466 und 1772 gehörte die Stadt zum unter polnischer Schirmherrschaft stehenden autonomen Königlichen Preußen. Im Rahmen der Ersten Teilung Polen-Litauens 1772 kam Lessen an das Königreich Preußen.
Vermutlich nach 1800 erfolgte der Zuzug von jüdischen Familien. Begräbnisse jüdischer Personen fanden seit 1817 auf einem Areal neben dem kommunalen Friedhof statt. Seit der zweiten Hälfte des 19. Jahrhunderts gab es im Ort eine Synagoge.
Bis 1919 gehörte Lessen zum Landkreis Graudenz im Regierungsbezirk Marienwerder der Provinz Westpreußen des Deutschen Reichs. Nach Ende des Ersten Weltkriegs wurde Lessen 1920 aufgrund der Bestimmungen des Versailler Vertrags zur Einrichtung des Polnischen Korridors an Polen abgetreten.
Durch den Überfall auf Polen 1939 kam Łasin mit dem Kreis Graudenz völkerrechtswidrig zum Deutschen Reich und wurde dem Reichsgau Danzig-Westpreußen zugeordnet, zu dem es bis 1945 gehörte.

### Demographie
| Jahr | Einwohnerzahl | Anmerkungen                                                                  |
| ---- | ------------- | ---------------------------------------------------------------------------- |
| 1682 | 0472          | in 77 Häusern, davon ein Haus mit Ziegeldach und 76 Holzhäuser mit Strohdach |
| 1802 | 0829          | [ 2 ]                                                                        |
| 1816 | 1089          | davon 63 Evangelische, 920 Katholiken, 106 Juden                             |
| 1821 | 1183          | in 175 Privatwohnhäusern                                                     |
| 1831 | 1285          | größerenteils Polen                                                          |
| 1852 | 1977          | [ 5 ]                                                                        |
| 1864 | 2187          | davon 492 Evangelische und 1352 Katholiken; in 239 Privatwohnhäusern         |
| 1871 | 2385          | darunter 550 Evangelische, 1450 Katholiken (1390 Polen)                      |
| 1875 | 2342          | [ 9 ]                                                                        |
| 1880 | 2286          | [ 9 ]                                                                        |
| 1890 | 2190          | davon 540 Evangelische, 1414 Katholiken und 230 Juden                        |
| 1900 | 2589          | meist Katholiken                                                             |
| 1910 | 2717          | am 1. Dezember                                                               |

## Gemeinde
Zur Stadt-und-Land-Gemeinde (gmina miejsko-wiejska) Łasin gehören die Stadt und 19 Dörfer mit Schulzenämtern und weitere kleinere Ortschaften.

## Sehenswürdigkeiten

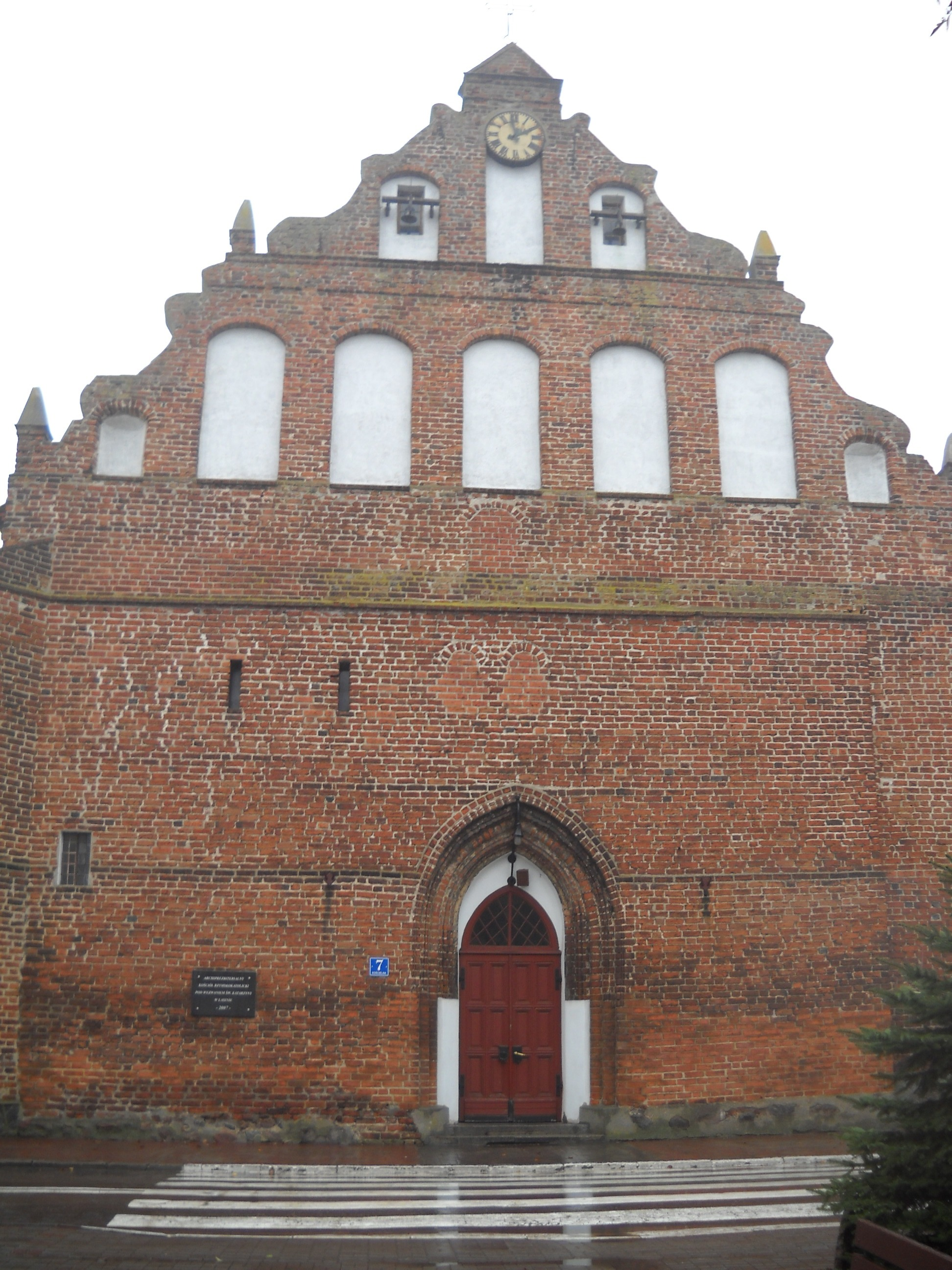
Katherinenkirche
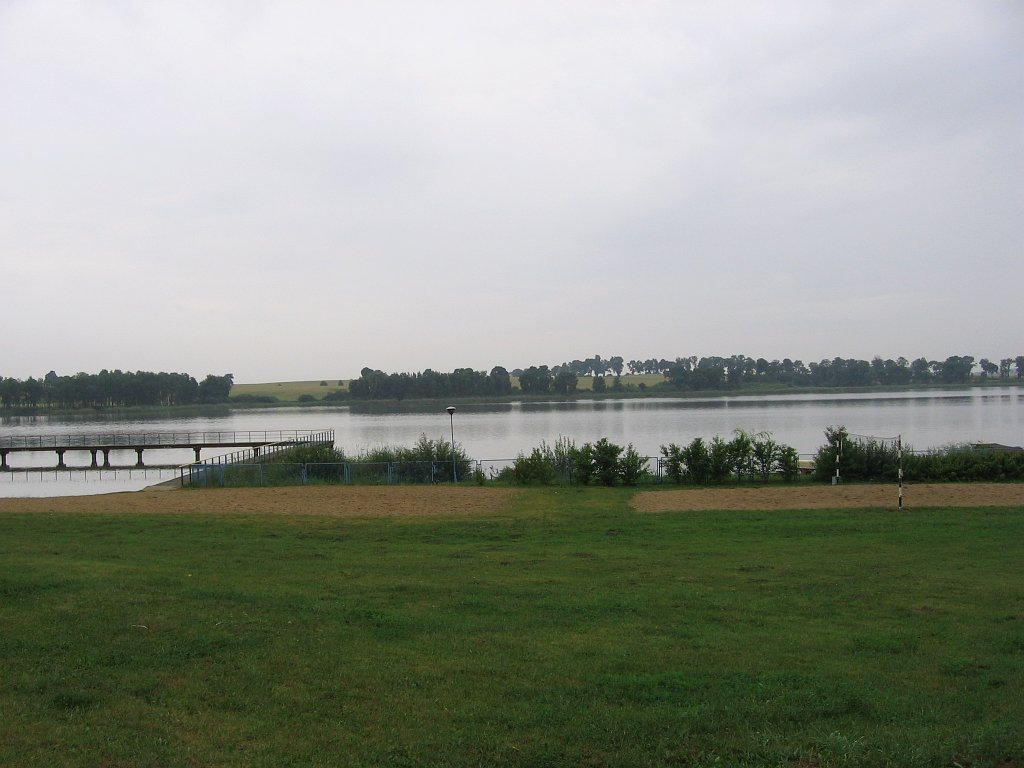
Jezioro Łasińskie (Lessensee)
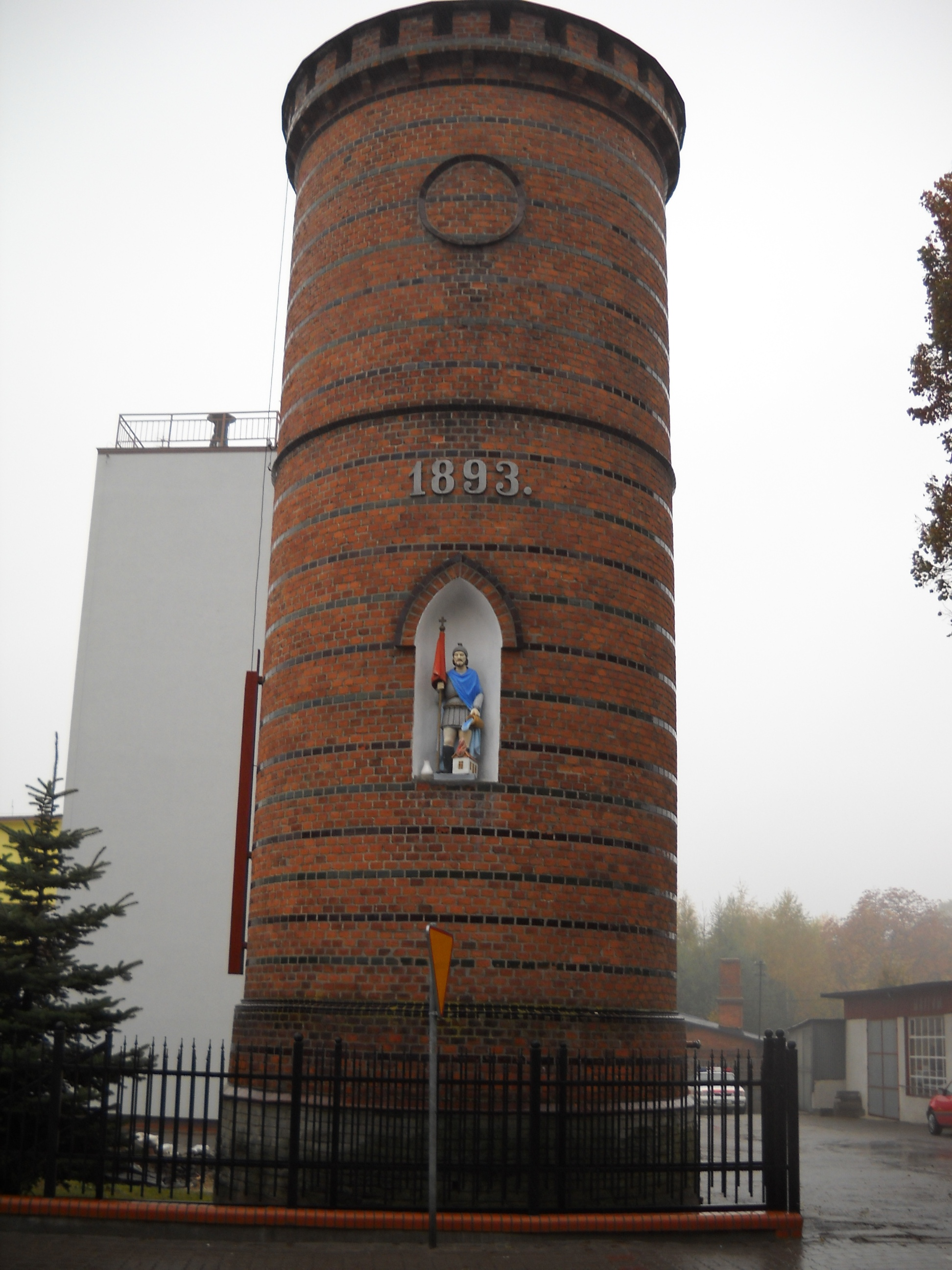
Wasserturm von 1893
- Magistratsgebäude von 1900

- Katherinenkirche
- Jezioro Łasińskie (Lessensee)
- Wasserturm von 1893

## Verkehr
Łasin liegt an der Landesstraße DK16 und der Woiwodschaftsstraße DW538.
Der nördlich der Stadt gelegene Bahnhof Łasin war bis 1979 der Endbahnhof der Bahnstrecke Gardeja–Łasin. Einige Jahre später wurde der vormalige Bahnhof Szonowo Szlacheckie an der heute ebenso stillgelegten Bahnstrecke Jabłonowo Pomorskie–Prabuty zu Łasin Pomorski umbenannt. Dieser Bahnhof lag einige Kilometer östlich der Stadt.

## Persönlichkeiten
- Christine Poniatovska (1610–1644), polnische Schriftstellerin und Seherin
- Ludwig Lessen (Louis Salomon) (1873–1943), deutscher Journalist und Schriftsteller
- Heiner Stadler (1942–2018), deutsch-amerikanischer Komponist und Musikproduzent.
- Frieda Fischer (1886–1966), deutsche Malerin